# لاک‌پشت‌های غول‌پیکر گالاپاگوس

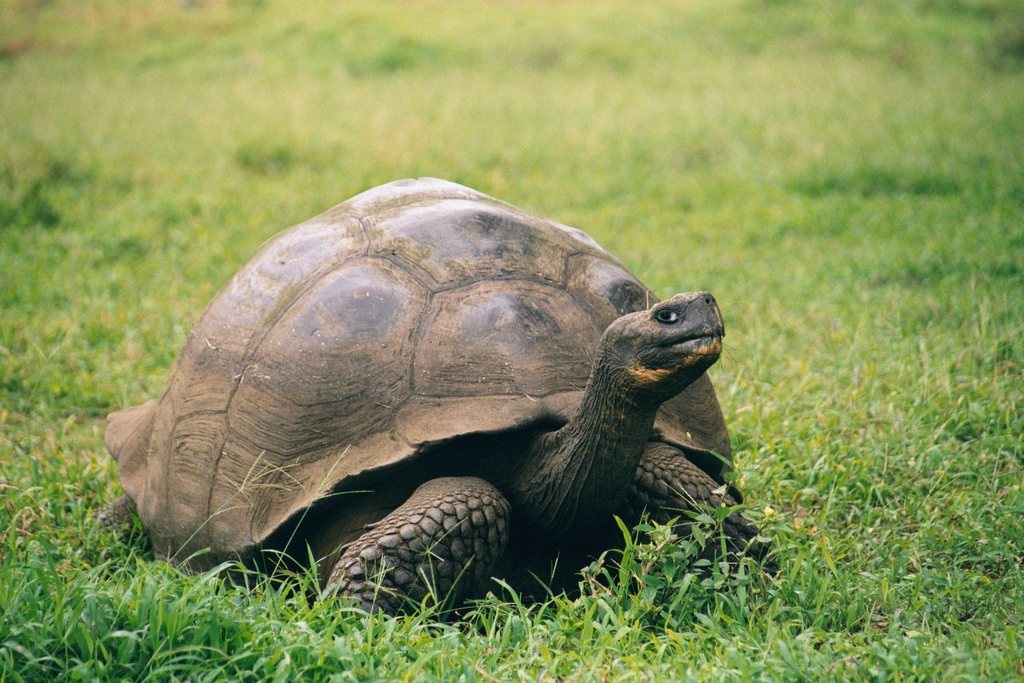
لاک پشت غول پیکر گالاپاگوس (Chelonoidis porteri)

لاک‌پشت‌های غول‌پیکر گالاپاگوس (Chelonoidis nigra - species complex) ۱۵ گونه لاک‌پشت هستند که بومی جزایر مختلف گالاپاگوس هستند. لاک‌پشت‌های غول‌پیکر گالاپاگوس یک تاکسون مستقل نیستند، اما با برخی از گونه‌های لاک‌پشت‌های سرزمین اصلی آمریکای جنوبی شکل می‌گیرند (مثلاً لاک‌پشت پاسرخ (Chelonoidis carbonarius لاک‌پشت پاقرمز) و لاک‌پشت پاطلایی (C. denticulatus)) جنس Chelonoidis در خانواده لاک‌پشت زمینی‌ها (Testudinidae). چهار گونه از لاک پشت‌های غول‌پیکر گالاپاگوس منقرض شده‌اند.

## ویژگی‌ها

### پراکندگی و بیوتوپ

مجمع‌الجزایر گالاپاگوس فهرست گونه‌های شناخته شده کنونی لاک‌پشت گالاپاگوس. جزایر با گونه‌های برجای مانده سایه‌دار هستند.

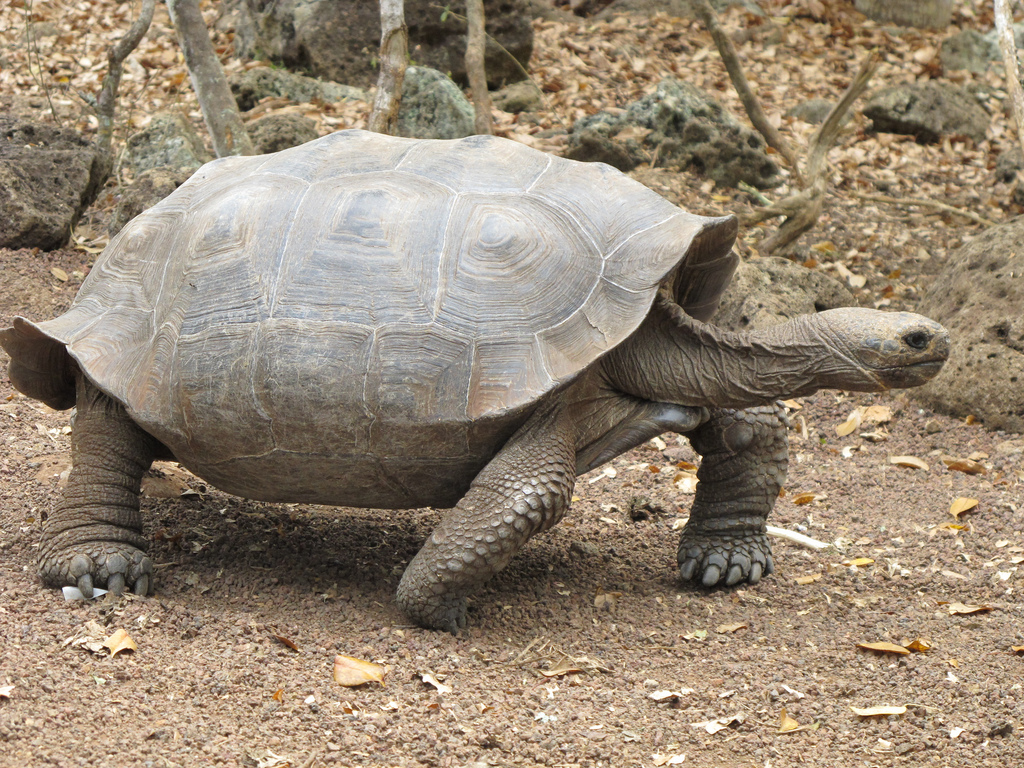
لاک‌پشت غول‌پیکر سن کریستوبال (C. chathamensis)

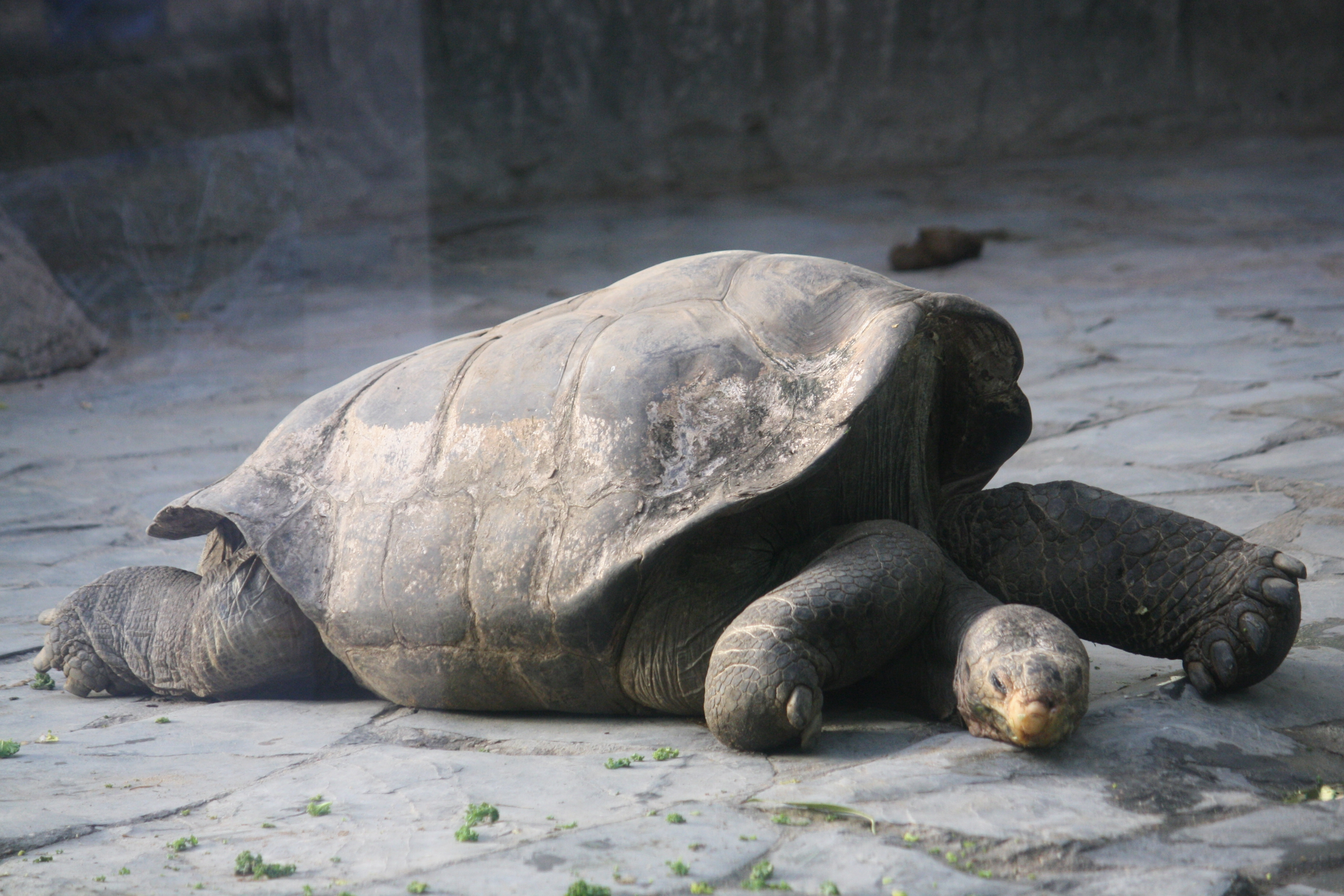
لاک‌پشت غول‌پیکر پینزون (C. duncanensis)

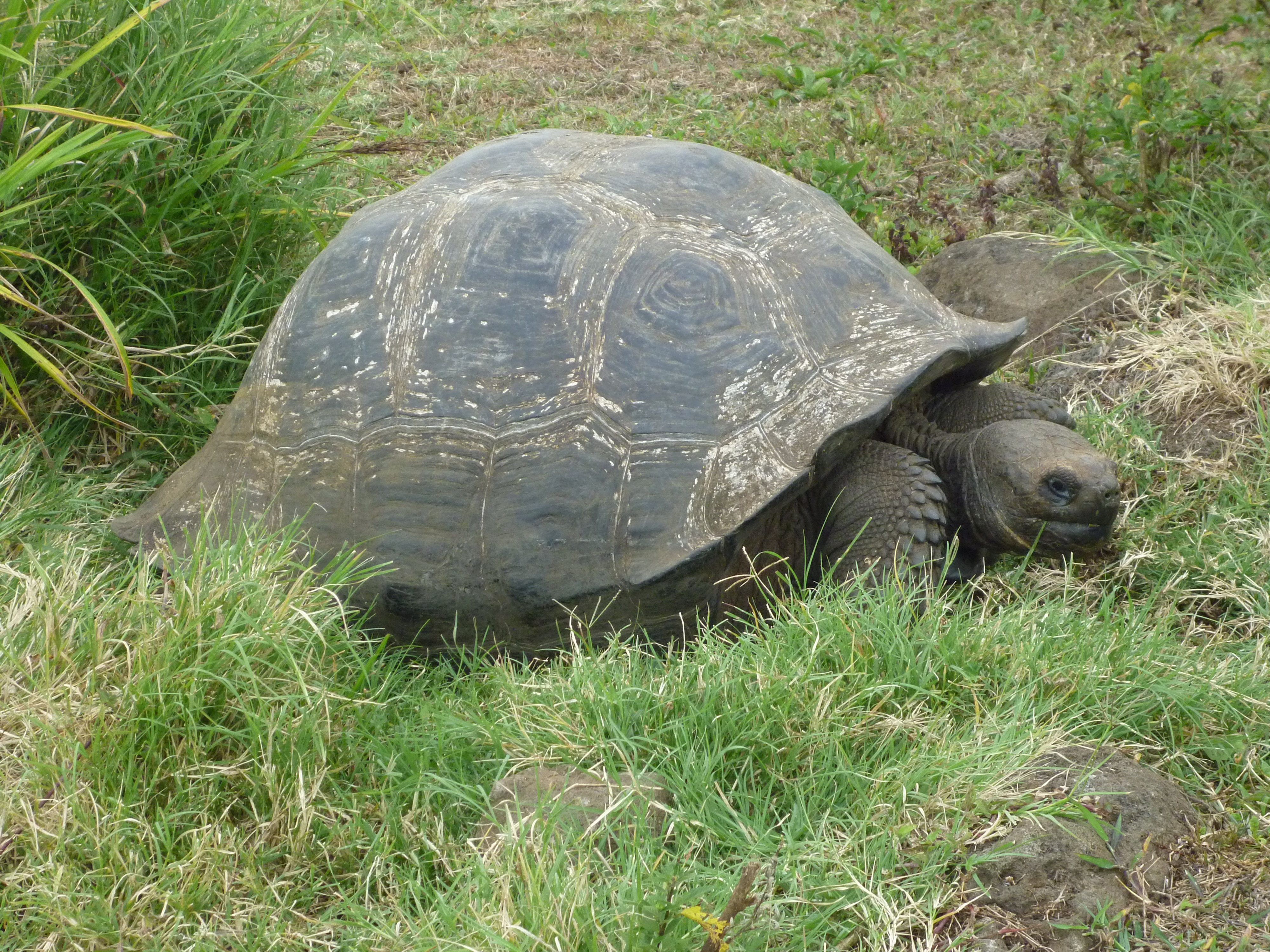
لاک‌پشت غول‌پیکر سانتا کروز (Chelonoidis porteri)

لاک پشت‌های غول پیکر گالاپاگوس در مجمع الجزایر گالاپاگوس، گروهی از جزایر در اقیانوس آرام زندگی می کنند. در جزایر بزرگ‌تر با پوشش گیاهی سرسبز در نواحی غرق باران و بلندتر، لاک پشت‌هایی با پوسته‌های گنبدی شکل زندگی می‌کنند. «گراسر». در جزایر کوچک‌تر و هموارتر، با پوشش گیاهی کم و آب و هوای بسیار گرم و خشک، جانورانی با صدف‌های زینی‌شکل زندگی می‌کنند. جزایر با هر دو منطقه پوشش گیاهی توسط گونه‌های مختلفی پرجمعیت هستند.
C. abingdonii از ۲۴ آوریل تا ژوئن ۲۰۱۲ منقرض شد. آخرین نماینده جورج تنها بود. او در حدود ۱۰۰ سالگی در پارک ملی گالاپاگوس درگذشت. جستجوی فشرده برای جفت در جزیره پینتا هیچ نمونه دیگری از این گونه را کشف نکرد (پریچارد ۲۰۰۴). شانس یافتن یکی در جزیره همسایه ایزابلا وجود داشت، جایی که نمونه‌های فردی با ویژگی‌های ژنتیکی این گونه در گذشته کشف شده بود.
اشکال پوشش گیاهی در زیستگاه هر گونه از بوته‌های خار و کاکتوس‌ها، به‌ویژه در مناطق پست نزدیک ساحل، تا بوته‌ها و جنگل‌های برگ‌ریز تا جنگل‌های استوایی با زیرشاخه‌های متراکم در مناطق مرتفع است. جانوران بالغ ترجیح می‌دهند در مناطقی با پوشش گیاهی سرسبز بمانند. با این حال، ماده‌ها برای تخم‌گذاری به مناطق گرم‌تر ساحلی مهاجرت می‌کنند، جایی که جانوران جوان نیز رشد می‌کنند.

### گونه‌ها
Ausgestorbene Arten
- لاک پشت غول پیکر پینتا؛ فرم Saddleback (†2012) (C. abingdonii)[۳]
- لاک‌پشت غول‌پیکر فلورانا؛ شکل گنبد († 1846) (C. nigra)[۴]
- لاک‌پشت غول‌پیکر رابیدا؛ († حدود 1906) (C. wallacei)[۵]
- لاک‌پشت غول‌پیکر سانتافه؛ († حدود ۱۸۹۰) (بدون عنوان)

| نوع                                 | مخزن                 | رخ دادن                      | شماره (2010) |
| ----------------------------------- | -------------------- | ---------------------------- | ------------ |
| C. n. becki                         | شکل پشت‌زینی          | آتشفشان گرگ در ایزابلا       | ۱۱۳۹         |
| C. n. chathamensis                  | فرم میانی، فرم گنبدی | سن کریستوبال                 | ۱۸۲۴         |
| سی داروینی                          | فرم میانی            | سانسالوادور                  | ۱۱۶۵         |
| C. donfaustoi                       | شکل گنبدی            | Cerro Fatal در سانتا کروز    |              |
| C. duncanensis، مترادف C. ephippium | شکل پشت‌زینی          | پینزون                       | ۵۳۲          |
| C. guentheri                        | شکل گنبدی            | آتشفشان سیرا نگرا در ایزابلا | ۶۹۴          |
| C. hoodensis                        | شکل پشت‌زینی          | اسپانولا                     | ۸۶۰          |
| C. microphyes                       | شکل گنبدی            | آتشفشان داروین در ایزابلا    | ۸۱۸          |
| C. fantasticus                      | شکل پشت‌زینی          | فرناندینا                    |              |
| C. porteri                          | شکل گنبدی            | سانتا کروز                   | ۳۳۹۱         |
| سی واندنبورگی                       | شکل گنبدی            | آتشفشان آلسدو در ایزابلا     | ۶۳۲۰         |
| C. vicina                           | F متوسط، شکل گنبدی   | آتشفشان سرو آزول در ایزابلا  | ۲۵۷۴         |

کلادوگرام زیر روابط خانوادگی احتمالی را نشان می‌دهد:
|  | الگو:Klade |
|  |            |

در نتیجه جابجایی گونه‌ها به جزایر دیگر در سدۀ نوزدهم (توسط نهنگ‌ها و دزدان دریایی) دورگه صورت گرفت، یعنی عبور گونه‌های مختلف (عمدتاً در جزیره ایزابلا).
بر اساس تجزیه و تحلیل دی‌ان‌ای میتوکندریایی، لاک‌پشت‌های غول‌پیکر جزایر گالاپاگوس یک کلاد مشترک را تشکیل می‌دهند که گونه‌های آن حدود ۱٫۵ تا ۱٫۶ میلیون سال تا ۲ میلیون سال پیش از هم جدا شدند، با سن هر گونه منفرد تقریباً مطابق با از جزایر پرجمعیت منفرد (سن جزایر حدود ۴ میلیون سال برآورد شده‌است). نزدیکترین خویشاوند در میان گونه‌های موجود، همان‌طور که انتظار می‌رفت، Chelonoidis chilensis است، اگرچه گونه‌های مولد یا خواهر واقعی ممکن است در سرزمین اصلی منقرض شده باشند. با توجه به واگرایی ژنتیکی بسیار کم تک‌تک اشکال، که بسیار کمتر از حد معمول بین گونه‌های لاک‌پشت است، طبق معمول قبل از دهه ۲۰۰۰، پیشنهاد شد که همه گونه‌های لاک‌پشت‌های غول‌پیکر گالاپاگوس دوباره به عنوان زیرگونه‌های یک گونه گسترده Chelonoidis طبقه‌بندی شوند. نیجر (بیشتر به نام Chelonoidis nigra، رجوع کنید به). این دیدگاه برای مثال در پایگاه داده reptile-database.org دنبال می‌شود.

### اصل و نسب
دو نظریه وجود دارد که چرا لاک‌پشت‌های غول‌پیکر در گروه‌های جزیره‌ای دورافتاده که از یکدیگر دور هستند (آتول آلدابرا، سیشل و گالاپاگوس) وجود دارد. به گفته افراد محلی، حیوانات کوچک‌تری که با فلوتسام به ساحل می‌روند، به شکل‌های غول‌پیکر در جزایر تبدیل شده‌اند (Obst 1985). دومی بر این باور است که این اشکال غول پیکر در جزایر منزوی آخرین بازمانده‌ها، احتمالاً حتی کوچک‌ترین گونه‌های زمانی جهانی خود هستند (Pritchard 1996، Caccone 1999).
در واقع، تجزیه و تحلیل ژنتیکی نشان داد که نزدیکترین خویشاوند لاک پشت فیل یا لاک پشت غول پیکر گالاپاگوس، لاک پشت آرژانتینی (Chelonoidis chilensis) از جنوب آمریکای جنوبی است، در حالی که نزدیک‌ترین خویشاوند لاک پشت غول پیکر سیشل از ماداگاسکار و احتمالاً از آنجا و سیشل است. جزایر ماسکارن (موریس، رئونیون و رودریگز).

### تغذیه
بسته به زیرگونه و بیوتوپ، لاک‌پشت‌ها از علف‌ها، گیاهان، گیاهان بالارونده، بوته‌ها، توت‌ها، گلسنگ‌ها و کاکتوس‌ها، به‌ویژه انجیر تیغی تغذیه می‌کنند.
بسته به رژیم غذایی، جانوران پوسته‌هایی با شکل‌های متفاوت در طول تکامل ایجاد کرده‌اند، با زیرگونه‌هایی که عمدتاً از پوشش زمین تغذیه می‌کنند دارای پوسته‌ای گنبدی شکل هستند. از سوی دیگر، زیرگونه‌هایی که عمدتاً از بوته‌ها و انجیر تیغی تغذیه می‌کنند، کاراپاس زینی شکل دارند که امکان حرکات بیشتر گردن و در نتیجه خوردن غذا در ارتفاعات بیشتر را فراهم می‌کند.

### تفاوت‌های جنسی و تولیدمثل

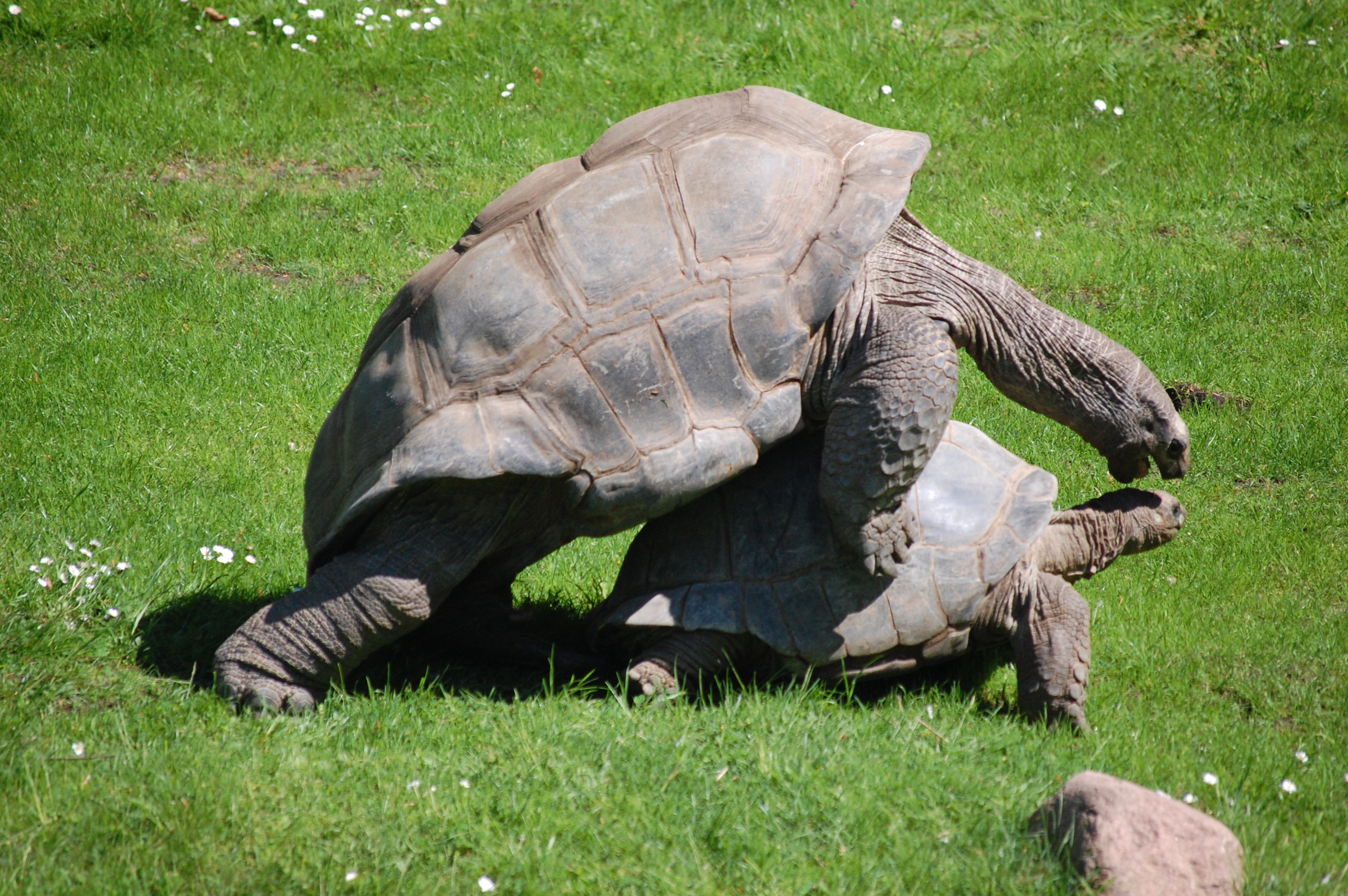
جفت شدن

مانند گونه‌های کوچک‌تر لاک‌پشت، لاک‌پشت‌های غول‌پیکر دارای دوشکلی جنسی آشکار هستند. نرها دم بلندتری دارند، بزرگ‌تر هستند و دارای کاسه شکمی مقعر (خمیده به داخل) و گیره صاف‌تری نسبت به ماده‌ها هستند. آن‌ها معمولاً ناخن‌های بلندتری نیز روی پاهای عقب خود دارند. این ویژگی‌های ثانویه فقط در آستانه بلوغ جنسی، در لاک پشت غول پیکر گالاپاگوس با طول ۴۵ تا ۶۰ سانتی‌متر ظاهر می‌شود. (اندازه‌گیری در سراسر تاج مخزن، Mac Farland 1974). بلوغ جنسی در ۲۰ تا ۳۰ سالگی به دست می‌آید.
فصل جفت‌گیری از دسامبر تا آگوست است. ماده‌ها از ارتفاعات سردتر به مناطق گرمتر ساحلی می‌آیند تا تخم بگذارند. فصل تخم‌گذاری از اواخر خرداد آغاز می‌شود و تا نوامبر ادامه دارد. ۴ تا ۱۷ تخم با وزن بین ۸۰ تا ۱۵۰ گرم تخم گذاشته می‌شود مدت زمان جوجه کشی جوان (دوره جوجه کشی) تا ۲۵۰ روز است. وزن جوجه کشی جوان تقریباً ۶۰–۱۰۰ گرم است. آنها می‌توانند تا یک ماه در حفره لانه باقی بمانند قبل از اینکه با هم به سطح نقب بزنند، (معمولاً پس از باران).

### قد و حداکثر سن

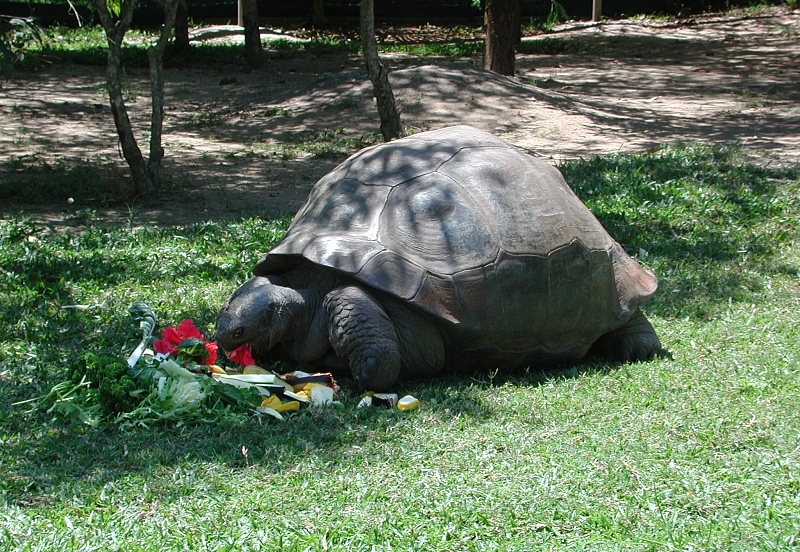
هریت، یک نمونه از Chelonoidis porteri در باغ وحش استرالیا، گفته می‌شود که توسط چارلز داروین شکار شده‌است.

حداکثر اندازه برای لاک پشت‌های غول پیکر گالاپاگوس که اخیراً زندگی می‌کنند ۸۰ سانتی‌متر است طول کاراپاس برای ماده‌ها ۹۵ سانتی‌متر است (هر طول کاراپاس منحنی، مک فارلند ۱۹۷۴). طول حیواناتی که در طبیعت نگهداری می‌شدند به ۱۳۴ سانتی‌متر رسید و جرم تا ۲۹۰ کیلوگرم. بزرگ‌ترین نر اسیر حتی ۴۲۲ کیلوگرم وزن داشت (Ebersbach 2001).
لاک پشت‌های غول پیکر گالاپاگوس اغلب بسیار پیر می‌شوند (ر. هریت، که در ژوئن ۲۰۰۶ درگذشت، گمان می‌رود که ۱۷۶ سال سن داشته باشد).

## لاک‌پشت غول‌پیکر و انسان گالاپاگوس

### خطر
پس از کشف جزیره‌های گالاپاگوس، ذخایر به شدت کاهش یافت و پنج گونه از ۱۵ گونه شناخته شده به‌طور کامل از بین رفتند. تخمین زده می‌شود که ۱۰۰۰۰۰ تا ۲۰۰۰۰۰ حیوان در دو قرن اخیر کشته شده‌اند. جمعیت گونه‌های اخیر در مجموع ۱۲۰۰۰ تا ۱۵۰۰۰ حیوان تخمین زده می‌شود. با این حال، ارقام جمعیت به‌طور بسیار متفاوتی در بین زیرگونه‌های فردی توزیع می‌شوند. پرتعدادترین آنها C. vandenburghi , C. porteri و C. becki هستند که هر کدام چند هزار نمونه بالغ باقی مانده‌است. پس از تلاش برای نجات، C. hoodensis (ر.ک. دیگو) در سال ۲۰۱۶ با ۲۰۰۰ حیوان، با وجود اینکه تقریباً منقرض شده بود، دوباره به نمایش درآمد. در سال ۲۰۱۲، چنین تلاشی برای نجات C. abingdonii شکست خورد.
بنابراین، لاک‌پشت‌های غول‌پیکر گالاپاگوس در پیوست A کنوانسیون واشینگتن در مورد تجارت بین‌المللی گونه‌های در خطر انقراض، بالاترین سطح حفاظت، فهرست شده‌اند. یک پروژه حفاظت از گونه‌ها در خود جزایر از سال ۱۹۶۰ در حال اجرا است، ایستگاه تحقیقاتی چارلز داروین، که در عین حال بیش از ۲۵۰۰ حیوان جوان را پرورش داده و آنها را در سن سه تا پنج سالگی در طبیعت رها کرده‌است. علاوه بر این، این ایستگاه برای مهار نئوفیت‌ها و نئوزوآها، که بزرگ‌ترین تهدید برای تنوع زیستی در گالاپاگوس هستند، فراهم می‌کند. برای لاک پشت‌های غول پیکر، خوک‌ها، بزها، گربه‌ها و موش‌ها تهدید خاصی هستند که چنگال‌ها و حیوانات جوان قربانی آن می‌شوند و همچنین گیاهان معرفی شده‌ای که گیاهان بومی را جابجا می‌کنند و از این طریق اساس غذا را از بین می‌برند.

### نگرش
لاک پشت‌های غول پیکر گالاپاگوس در حال حاضر (۲۰۲۰) در ۱۷ باغ وحش اروپایی نگهداری می‌شوند، در آلمان می‌توان آنها را در باغ وحش‌های روستوک و هویرسوردا دید. پرورش توسط باغ وحش زوریخ به عنوان بخشی از برنامه اصلاح نژاد حفاظتی اروپا است، اما اکنون فقط حیوانات منفرد را می‌توان به یک گونه اختصاص داد، زیرا در گذشته هیچ توجهی به پرورش گونه‌های خالص نمی‌شد. لاک‌پشت‌های وحشی از طریق پروژه‌های حفاظت از گونه‌های موجود در محل و تحقیقات بر روی نمونه‌های باغ‌وحش حمایت می‌شوند. مطالعاتی در زوریخ در مورد هضم و تولید مثل لاک پشت‌های غول پیکر گالاپاگوس انجام شد.
در سال ۱۹۷۶ لاک پشت‌های غول پیکر گالاپاگوس Bibi (f) و Poldi (m) از باغ وحش بازل به باغ وحش خزندگان هاپ در کلاگنفورت آمدند. پس از حدود ۱۰۰ سال همکاری، این زوج در سال ۲۰۱۲ به دلیل پرخاشگری از یکدیگر جدا شدند. پولدی در ۲۰ ام آوریل ۲۰۲۱ در سن تخمینی ۱۵۰–۱۶۰ سال درگذشت. سن بی بی در همان زمان ۱۲۵ سال تخمین زده می‌شود.

## ادبیات
- Katja Ebersbach: در مورد زیست‌شناسی و پرورش لاک پشت غول پیکر Aldabra (Geochelone gigantea) و لاک پشت غول پیکر گالاپاگوس (Geochelone elephantopus) در اسارت با اشاره ویژه به تولید مثل (PDF؛ 3.2). MB). - پایان‌نامه، دانشگاه دامپزشکی هانوفر، هانوفر ۲۰۰۱.
- کارل اچ. ارنست، راجر دبلیو. باربور: لاک پشت‌های جهان.[پیوند مرده] شهر نیویورک ۱۹۹۲، ISBN 1-56098-212-8.
- کارل اچ. ارنست، RGM Altenburg, RW Barbour: Turtles of the World. Win/MAC CD, 1999, ISBN 978-3-540-14547-9.
- M. Pfeiffer: مطالعات طولانی مدت در مورد فرایند تولید مثل در لاک پشت‌های غول پیکر آلدابرا و گالاپاگوس (Geochelone gigantea و Geochelone elephantopus) با استفاده از تجزیه و تحلیل استروئیدی در مدفوع و مشاهدات رفتاری. پایان‌نامه، دانشگاه زوریخ، ۲۰۰۰، IDN 960035389.
- کلودیا پوزنیک: برنامه‌های حفاظتی برای لاک پشت‌های غول پیکر گالاپاگوس (Geochelone nigra, QUOY و GAIMARD 1824) در Isabela (PDF؛ ۸۵۴) کیلوبایت). در TESTUDO (SIGS). دوره ۱۱، شماره ۲، ۲۰۰۲.
- پیتر چارلز هوارد پریچارد: لاک پشت‌های گالاپاگوس: وضعیت نامگذاری و بقا. (= مونوگراف پژوهشی چلونی. جلد ۲). بنیاد تحقیقات چلونیان، لئومینستر (ایالات متحده آمریکا)، ۱۹۹۶، ISBN 0-9653540-0-8.